# Berthold Steines
Berthold Steines   (Trèveris, 30 de desembre de 1929 - Buseck, 21 de setembre de 1998) fou un atleta alemany especialista en curses de tanques, que va competir durant la dècada de 1950. Era germà del també atleta Günther Steines.
El 1956 va prendre part en els Jocs Olímpics de Melbourne, on quedà eliminat en sèries en la cursa dels 110 metres tanques del programa d'atletisme.
En el seu palmarès destaca una medalla de bronze en els 110 metres tanques al Campionat d'Europa d'atletisme de 1954, rere Yevgeniy Bulanchik i Jack Parker. Guanyà el campionat nacional dels 110 metres tanques de 1954 i 1955, el dels 200 metres tanques de 1951 a 1956 i el dels 60 metres tanques indoor de 1954 a 1956 i el 1958. Va igualar i després millorar el rècord nacional de la distància.

## Millors marques
- 110 metres tanques. 14.3" (1956)[1][8]